# تمام بن غالب
تمام بن غالب بن عمر (عمرو)، از لغت‌شناسان قرن پنجم هجری قمری است که به ابوغالب شناخته می‌شود.

## نام، لقب و مذهب
کنیه وی ابوغالب است و القاب وی ابن التیانی، ابن التیان و التیان بوده‌است که به همین جهت، احتمال داده شده وی انجیر فروش بوده‌است. وی مالکی مذهب بوده‌است.

## سرگذشت
تمام بن غالب، فرزند غالب بن عمر است که در نیمه دوم قرن پنجم هجری قمری می‌زیسته. کنیه‌اش ابوغالب است و در قرطبه به دنیا آمده‌است. وی بیشتر زندگانی خویش را در شهر مرسیه گذرانده‌است. وی علم لغت را از پدرش و ابوبکر زبیدی (متوفی ۳۷۹ ه‍.ق) آموخته‌است. ا از عبدالوارث بن سفیان نقل روایت کرده‌است. هم عصران وی او را به دیانت و پارسایی ستوده‌اند و او را لغت‌شناسی زبده و صاحب نظر دانسته‌است. از آنچه از تاریخ زندگانی اش گزارش شده‌است، وی با دستگاه خلفای اموی اندلس در ارتباط بوده‌است. وی در جمادی (الاول یا ثانی) ۴۳۶ ه. ث در مریه درگذشت.

## تألیف
حمیدی -یکی از هم عصران وی- کتابی مختصر را به وی نسبت می‌دهد و آن را پر ارزش معرفی می‌کند اما نام کتاب را ذکر نمی‌کند. اما ابن بشکوال نام کتاب را تلقیح العین ذکر کرده‌است. ابوجیش مجاهد بن عبدالله عامری که از ملوک طوایف اندلس است، هنگام پیروزی بر مرسیه، هزار دینار اندلسی را برای تمام راهی کرد و از وی خواست تا کتاب را تمام کرده و در مقدمه آن، بنویسد که کتاب را برای او نوشته‌است. اما تمام این پیشنهاد را نپذیرفت و در جواب گفت: این کتاب را برای تمام طالبان علم فراهم کرده‌ام. فیروزآبادی در کتاب البلعة و در قاموس المحیط ذیل عنوان تین، کتاب دیگری به نام الموعب را به وی نسبت می‌دهد. حاجی خلیفه نیز در کشف الظنون دو کتاب اخبار تهامه و تلقیح العین را به نام تمام ثبت کرده‌است. بغدادی کتاب دیگری را با نام هدیة العارفین و دو کتاب دیگر را به نام‌های شرح الفصیح لثعلب و فتح العین علی کتاب العین را به وی نسبت داده‌است.